# Enyalioides rudolfarndti
Enyalioides rudolfarndti — вид ігуаноподібних ящірок родини шипохвостих ігуан (Hoplocercidae). Ендемік Перу.

## Поширення і екологія
Enyalioides rudolfarndti відомі з типової місцевості, розташованої у Національному парку Яначага-Чемільєн в регіоні Паско. Вони живуть у вологих тропічних лісах в долині річки Уанкабамба, на висоті 1050 м над рівнем моря.